# Erich Junkelmann
Robert Erich Junkelmann (* 6. Januar 1890 in Leipzig; † 21. Juli 1964 in Schloss Lustheim) war ein deutscher Kunst- und Antikenhändler sowie Komponist.

## Leben
Erich Junkelmann besuchte das Realgymnasium in Leipzig und studierte an den Universitäten Leipzig, München, Tübingen, London und Paris. In Leipzig studierte er von 1910 bis 1912 Musik bei Hugo Riemann und Arthur Prüfer. 1918 wurde er an der Universität Tübingen in Anglistik promoviert. 1919/20 war er wissenschaftlicher Volontär am Museum für Buch und Schrift in Leipzig. 1922 eröffnet er in der Brockhausstraße 23 in Leipzig die „Orientkunsthandlung Dr. Junkelmann & Co.“ Er handelte wohl vornehmlich mit orientalischen und ostasiatischen Papierarbeiten. Seit 1927 lebte er in München und handelte hauptsächlich mit Antiken. Ab 1949 wohnte er im Schloss Lustheim in Bayern und betrieb von dort seinen Antikenhandel.
Als Musiker erlangte er trotz zahlreicher Kompositionen keine weitere Bekanntheit.
Sein Sohn ist der Historiker Marcus Junkelmann (* 1949).

## Von Junkelmann verkaufte Objekte (Auswahl)
- 1934: Zwei prädynastische Tongefäße, Hannover, Kestner-Museum[4]
- 1935: Fünf Objekte aus Kamerun, Bremen, Übersee-Museum[5]
- 1935: Ein barockes Auszugshandfernrohr und eine Radierung "Optica Sehe-Kunst" zur Formen schweizerischer Fernrohre, Optisches Museum Jena
- 1936: Ein Kupferstich "Knabe am Fernrohr" und ein Kupferstich "Guckkasten", Optisches Museum Jena
- 1941: Ein japanischer Holzschnitt eines Guckkastens von Katsukawa Shunshó, Optisches Museum Jena
- 1954: Sumerische Keilschrifttafel, Staatsbibliothek Bamberg Msc.Var.27(2)[6]
- 1958 Vier Ostraka, Heidelberg, Papyrussammlung[7]

## Veröffentlichungen
- Blaubirers Kalender vom Jahr 1481. In: Zeitschrift des Deutschen Vereins für Buchwesen und Schrifttum 3, 1920. S. 74–78 (Digitalisat).

Übersetzungen
- Adolf Fonahn: Japanische Bildermünzen. Hiersemann, Leipzig 1923
- Arthur L. Hetherington: Chinesische Frühkeramik. Hiersemann, Leipzig 1923.